# Aphodius brevis
Aphodius brevis es una especie de coleóptero de la familia Scarabaeidae.

## Distribución geográfica
Habita en el paleártico: Europa y Asia.